# 落馬洲河套地區

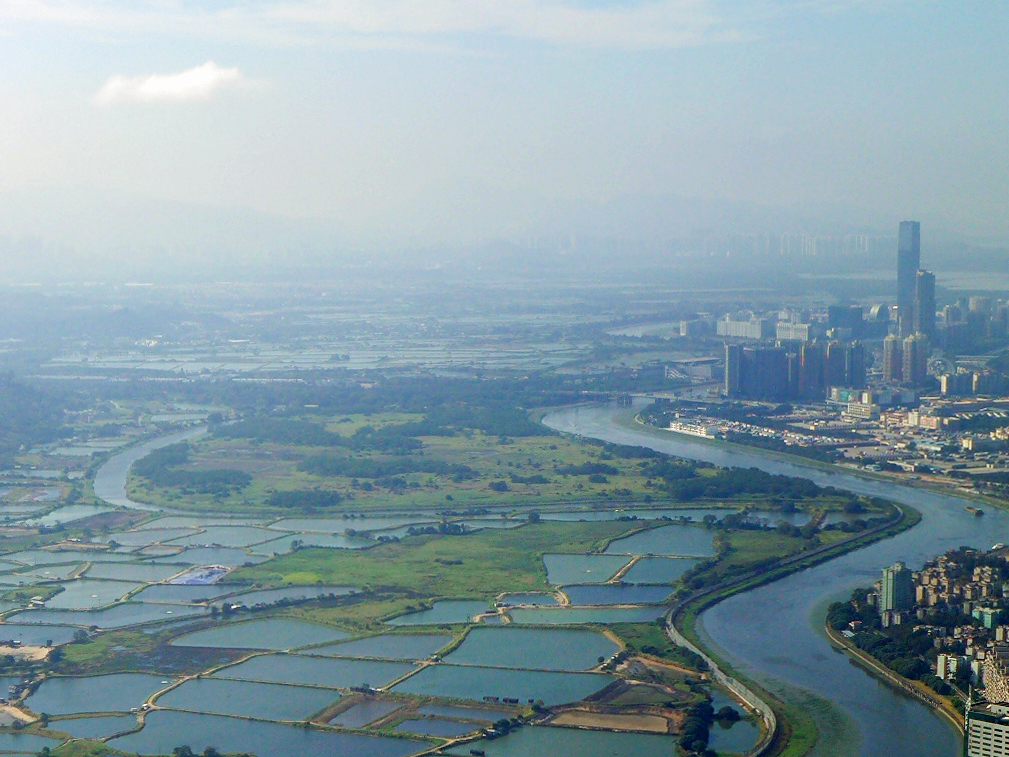
從深圳眺望落馬洲河套地區

落馬洲河套地區（英語：Lok Ma Chau Loop）是一幅原屬廣東省寶安縣（1979年後為深圳市）的地块，面积约87.03公頃。1997年頒布的《中华人民共和国香港特别行政区行政区域图》（中华人民共和国国务院令第221号）規定，深圳河治理后，以新河中心线作为香港特别行政区行政区域界线。深圳河裁弯拉直后的“过境”土地（包括河套地區地块），纳入香港特别行政区行政区域範圍。2000年左右工程完成後，新土地擁有權屬深圳，但土地管理權屬香港，受香港法律監管。
時任香港行政長官曾蔭權在《2007至2008年度香港行政長官施政報告》中提及香港特區政府計劃與深圳市政府共同開發該片土地，兩地政府亦成立「河套區港深創新及科技園發展聯合專責小組」，列為香港十大建設計劃之一。落馬洲河套區部分設施預計於2020年開始運作。
2017年1月3日，香港及深圳兩地官員簽署《關於港深推進落馬洲河套地區共同發展的合作備忘錄》，正式確認河套區為香港屬地，並發展落馬洲河套區「港深創新及科技園」，佔地87公頃，是整個香港科學園的四倍。
目前落馬洲河套地區是香港唯一的非建制地區。儘管河套區已經納入香港範圍內，但中國大陸及世界各地的電子地圖服務普遍未對此修正，仍視河套區為深圳市的一部分；其歸屬行政區則未有決定（落馬洲河套地區以南為元朗區，以東為北區）。2025年6月，香港政府刊憲將河套區納入新界北選區（LC7)，其後提交立法會席上省覽，展開先訂立後審議程序。納入選區後，河套區作爲香港特別行政區屬地内非建制地區的狀態將會結束，標志著土地將完全落入香港司法、行政與立法管制内。

## 歷史
2000年代初，其中一段的深圳河拉直後，一幅有136個足球場大小的土地落入香港範圍，業權就由直屬深圳市人民政府的一間公司收購。當時深圳外經貿局表示希望港商在這裏設廠，以及會爭取中央政府在這裏落實試行CEPA。
2000年代後期，香港多所大學院校已經準備北上發展。2009年10月，時任教育局副局長陳維安稱香港的大學於5年內在深圳獨立辦理教學的機會比較低，當局正在研究香港的大學在落馬洲河套區發展的可行性。2010年11月23日，香港政府及深圳市政府就河套區發展同步展開為期兩個月的公眾諮詢，河套區主要用作舉辦高等院校及高新科技研發，可以帶來近三萬個就業機會及容納二萬四千名學生。 
2012年9月，落馬洲河套區的工程即將啟動，當前正在準備前期工作。香港政府於邀請承建商平整地盤前，將會先行處理河套區區內面積達3公頃、含有重金屬和砷超標的污泥。針對河套區未有道路接駁，承建商將會需要修建一條長約60米的臨時行車橋以連接舊深圳河、下灣村路至落馬洲路，以應付工程上的需要。首批土地預料於2016年至2017年年間完成平整工程。
2017年1月3日，時任政務司司長林鄭月娥與深圳市副市長艾學峰簽署合作備忘錄，在落馬洲共同發展創新科技園。科技園會建立重點創科研究合作基地，以及相關高等教育、文化創意和其他配套設施，希望吸引港深兩地及其他國內外的頂尖企業、研發機構和高等院校進駐。香港科技園公司會成立附屬公司，負責「港深創新及科技園」的上蓋建設和營運。
2018年2月28日，時任財政司司長陳茂波發表2018至2019財政預算案時指出，創科是新時代發展的驅動力，政府會撥款200億港元將用於發展落馬洲河套區港深創新及科技園（創科園）第一期，用於土地平整、基礎設施、上蓋建設和早期營運。
2020年，香港城市大學成立深圳福田研究院及城大物質科學研究院（福田），是首家進入落馬洲河套地區的香港院校。
2021年7月7日，中國鐵建-群利-保華的聯營體，聯合中標落馬洲河套地區發展：第一期主體工程 - 合約一 落馬洲河套地區工地平整和基礎設施工程及西面連接道路第一期，合約總額港幣約36.01億元。

## 中央援港應急醫院
2022年2月，因應香港第五波疫情，經協調後由中央政府於落馬洲河套地區興建臨時醫院，當中由港方負責土地平整、興建道路、供水供電等工程，3月4日香港政府引用緊急法授權豁免工地範圍內的援建工程及有關人員及物資受香港法律的管轄，並在河套區邊境興建臨時橋樑，方便運送，工程由中央企業中國鐵建執行，項目包括中央援港應急醫院、中央援港落馬洲方艙設施、生活配套設施三個部分，總用地面積約50萬平方米，總建築面積約28.31萬平方米，並在4月7日第一期竣工並交付，其後在5月及12月向港方移交管理權。應急醫院擁有1000張床位的負壓病房，包括3間手術室和100張ICU病床，和放射科、檢驗科、中心供應、輸血科等醫技設施，以及藥房、污水處理站、氧氣站、負壓牽引站等醫療配套設施全，部醫療及輔助功能包括指揮中心、兩棟辦公樓、1485平方米的倉庫、1592間宿舍等生活配套設施。該醫院於運作期間，由大埔那打素醫院兼轄，惟完工交付後一直未有使用處於備用狀態。
2023年4月，展開「日間放射診斷服務先導計劃」，以中央援港應急醫院作為試點提供日間服務，提供放射診斷服務，其後陸續擴大服務至內視鏡檢驗、睡眠測試，以至進行微生物化驗程序，由2023年10月底起，為胃痛和胃酸倒流、貧血或吞嚥困難等病人，進行內視鏡檢查。

## 爭議
2012年6月13日，梁振英以候任行政長官身份接受《東方日報》視像訪問，提到深圳河以南28平方公里的邊境禁區可以變成「特區中的特區」，中國內地人和外國人均可以免簽證進入香港邊境禁區，享用各種服務，包括金融、商業及法律。部分香港市民認為，此計劃無民意「授權」，引起部分香港市民不滿。

## 外部連結
- 落马洲河套地区未来土地用途公众咨询 （页面存档备份，存于）
- 落马洲河套地区规划综合研究 （页面存档备份，存于）
- 「落馬洲河套地區發展規劃及工程研究」
- 邊境禁區的土地規劃研究 （页面存档备份，存于）